# Upptäckarna
Upptäckarna är en roman från 1972 av Per Anders Fogelström, som utspelar sig på första halvan av 1900-talet på Södermalm i Stockholm. Den skildrar livet och vardagen för en pojke och hans kamrater. Boken har en parallellhandling som är en följetong ur Allers år 1927. Berättarperspektivet skiftar under romanens gång.
Romanen Upptäckarna ingår som första delen i i "Kamrater-serien". De följande delarna är Revoltörerna (1973), Erövrarna (1975) och Besittarna (1978).

## Handling
Året är 1927, 11-årige Folke Strömbergs familj har bott inneboende hos hans mormor och morfar en längre period, men nu ska de äntligen hyra sin egen lägenhet. Tillsammans med pappa Tore, mamma Maria och lillasyster Lisbet flyttar han till en lägenhet på Södermalm. Nedanför huset finns en trädbevuxen gård, där husens barn brukar samlas för att leka. Direkt när de flyttat in träffar Folke, Rickard Borg, som bor i lägenheten bredvid hans familj. Rickard och Folke blir genast vänner och inser att de till hösten kommer att börja i läroverket tillsammans, vilket inga andra barn på gården ska göra. Genom Rikard lär Folke känna sin nya hemtrakt, och barnen på gården, Leif, Annmari, Alice och Iris. 
Det blir sommarlov och alla barn är glada över att ha långa lediga dagar att se fram emot. Tillsammans följer barnen årets sommarlovsberättelse i Allers "sommarlovshistorien om präriens eldhäst" och leker utifrån berättelsen. 
Förutom att leka med de andra barnen på gården, tillbringar pojkarna tid i Rickards mammas kolonilott som ligger precis där de bor. Rickards ska vistas ute i en stuga i Stockholms skärgård, och en vecka får även Folke komma ut till stugan. Tillsammans upplever de en fin vecka, med sol, bad, fiske och kamratskap – oförglömliga sommarminnen. 
Sommaren går och mycket hinner förändras i barnens liv när det återigen är augusti och skolorna börjar.  Folke har utvecklats som person, han som tidigare varit väldigt bunden vi mormoderns omsorg, har nu skapa sig ett mer självständigt liv. Han trivs med den ökade friheten. Rickard ser fram emot att få börja i läroverket, som förhoppningsvis ska leda till nya möjligheter. Iris och Leif har båda gått in i en ny fas i livet, de har lämna barndomens lekar på gården bakom sig och tagit steget över till ungdomstiden, och allt vad det innebär med andra umgängesvanor och nya aktiviteter. 

## Romanfigurerna
- Folke Strömberg – 11 år
- Maria Strömberg – Folkes mamma
- Tore Strömberg – Folkes pappa
- Lisbet – Folkes lillasyster, 8 år
- Rickard Borg – 11 år
- Gustava Borg – Rikards mamma
- Rickard Möllerdal – Rikard Borgs pappa, avliden
- Alfred Larsson – Gustavas chef, hyr en sommarstuga i Stockholms skärgård av herr Söderman
- Ester Möllerdal – Rikards farmor
- Margit Möllerdal – Rikards faster
- Mats Möllerdal – Rikards farbror
- Annmari Eriksson – 13 år
- Leif Lind –  12 år
- Johan Lind – Leifs pappa
- Beata Lind - Leifs mamma
- Sonja Lind – Leifs syster, 19 år
- Iris Blomgren – syster till Alice, 14 år
- Alice Bomgren – syster till Iris, 10 år
- Otto Blomgren – pappa till Iris och Alice
- Lilly Blomgren – mamma till Iris och Alice, avliden
- Bengt "Trummis" – vän till Leif
- Sickan – vän till Leif
- Olle – Sonjas pojkvän
- Herr och fru Söderman – har sommarstuga i närheten av Alfred Larsson, till vilken de hyr ut stugan
- Farbror Johansson – äger en kolonilott